# Hroška
Hroška (německy Hroschka) je vesnice, část obce Bílý Újezd v okrese Rychnov nad Kněžnou. Nachází se v údolí asi 1,5 km na jihozápad od Bílého Újezda. Středem vsi protéká od východu na západ Ještětický potok. Jižní část vsi leží na návrší, které je od potoka odděleno Podhradím – zastavěnou částí v místě bývalého lomu na opuku.
Hroška zahrnuje dále osady Ostrov a Ovčín.
V roce 2009 zde bylo evidováno 111 adres. V roce 2001 zde trvale žilo 254 obyvatel.
Hroška je také název katastrálního území o rozloze 8,28 km2.

## Pamětihodnosti
Ve vsi se nalézá kaple sv. Václava z roku 1887. Zajímavou dominantou je pomník padlým ve světové válce.
V šedesátých letech 20. století bylo ve vsi postaveno koupaliště, které svými parametry předběhlo i okolní města. Celkem záhy
získalo věhlas a sjížděli se sem lidé ze širokého okolí. V osmdesátých letech však kvalita vody přestala vyhovovat zpřísněným nárokům a i díky rostoucí konkurenci nových koupališť v blízkých městech byl jeho oficiální provoz ukončen.

## Zajímavosti

### Slovanská osada
Přibližně 0,5 km jihovýchodním směrem od Hrošky se nacházela usedlost, jejíž založení lze na základě nalezené keramiky datovat již do 10.–11. století. Odkryté půdorysy různého stáří naznačují, že zde v daném období bývalo vždy jen jediné stavení. Když dosloužilo, nahradilo jej jiné v jeho bezprostřední blízkosti. Nejméně ve dvou případech je zřejmé, že stavby zanikly náhle. Byla zde zachycena původní poloha topeniště i nádoby, které byly kolem něj rozmístěné. Usedlost zanikla až v době intenzivnějšího osidlování zdejšího okolí, někdy ve druhé polovině 13. století.
Sruby z opracovaných klád omazaných hlínou bývaly částečně zahloubené. Obývala je obvykle jedna rodina, běžně šest až deset lidí. Kromě srubů se zde nacházely také nadzemní sýpky. V okolí stávaly dřevěné ohrady pro dobytek a drůbež. Mimo obydlí byly nalezeny dvě chlebové pece, ale i základ pece železářské. To je spolu s nálezy strusky dokladem, že se zdejší obyvatelé zabývali kromě běžného zemědělského hospodaření také zpracováním železné rudy. Ta se zde hojně vyskytuje ve formě tzv. bahenní rudy.
Byla zde nalezena i řada jam. Jde o pozůstatky těžby hlíny pro stavební účely, výrobu keramiky a podobně. Často v nich končil odpad.
Z nálezů lze zmínit keramiku charakteristickou rytými vlnicemi, železný nožík nebo záušnici ze stříbrné slitiny.
Zdejší usedlost je mimořádná svou příslušností do období, kdy zde historici předpokládají pohraniční les, mýcený a osidlovaný až ve 13. století. Ze stejného období je z celého okresu známo jen osídlení vázané na cestu při Divoké Orlici (Týniště nad Orlicí, Kostelec nad Orlicí, Doudleby) a hradiště v Opočně. Nalezenou osadu lze snad spojovat s nedalekou stezkou, která zde patrně fungovala již od pravěku a nepochybně byla jednou z důležitých komunikací pro pozdější osidlování Orlického podhůří.

### Rybníkářství
V okolí Hrošky bývala celá řada dnes již vysušených rybníků. Prvně se uvádějí v zápisu do zemských desk z roku 1528. Vznik zdejších rybníků patrně souvisí s objevením třístupňové metody chovu ryb v 15. století. Tato nová metoda přinesla vynikající hospodářské výsledky a zároveň bylo možné díky rozdílným požadavkům na plůdkový, výtažník a hlavní rybník lépe využít terénní podmínky. Rybníky tedy byly zakládány téměř na všech příhodných místech.
Po slibném rozvoji však došlo k postupnému úpadku. Rybníkářství bylo ve většině případů prováděno i nadále tradičními postupy, bez nějakého vědeckého základu. Stále více se vytrácela pečlivost, s jakou se hospodáři o ryby starali v dřívějších dobách. K tomu dopomohla i třicetiletá válka, kdy bylo nepřátelským vojskem zpustošeno mnoho rybníků.
Další ranou pak byly změny podmínek hospodaření na počátku 19. století. Výnosné bylo pěstování obilí, stoupala cena ovčí vlny, na druhou stranu došlo k poklesu cen ryb. Zakládaly se ovčíny, přilehlá půda se měnila v pastviny, a protože byla snaha rozšiřovat výměru polí, nelze se divit, že došlo k vysušování nepříliš výnosných rybníků.
Z množství rybníků v okolí se do současnosti zachoval pouze rybník Buchta nedaleko Ovčína.

## Ostrov
V rovinaté oblasti východně od Hrošky se nacházela osada Ostrov. V jeho blízkosti se nachází několik hrází dnes již vysušených rybníků, z nichž největší dosahoval až ke Hrošce. Je zde doložena tvrz, ale již v polovině 17. století se uvádí jako pustá. Zdejší hospodářské budovy však sloužily až do nedávné doby nepřetržitě po celá staletí. V prosinci roku 2020 byly hospodářské budovy demolovány a  z celého původního areálu zbyl pouze komín s čapím hnízdem. V roce 2022 byly zbudovány nové budovy farmy.

## Ovčín
Jižně od Ostrova leží na mírném kopci tři roztroušená stavení, jimž dominoval starý ovčín z počátku 19. století. Původně se zde chovaly ovce, když však na konci 19. století klesla výkupní cena vlny, byly ovce nahrazeny skotem a vepři. Tomuto účelu ovčín sloužil až do 80. let minulého století. V roce 1992 od blesku vyhořel. Nedaleko leží rybník Buchta, jediný z dávné rybniční soustavy, který se dochoval až do dnešních dní.

## Fotografie

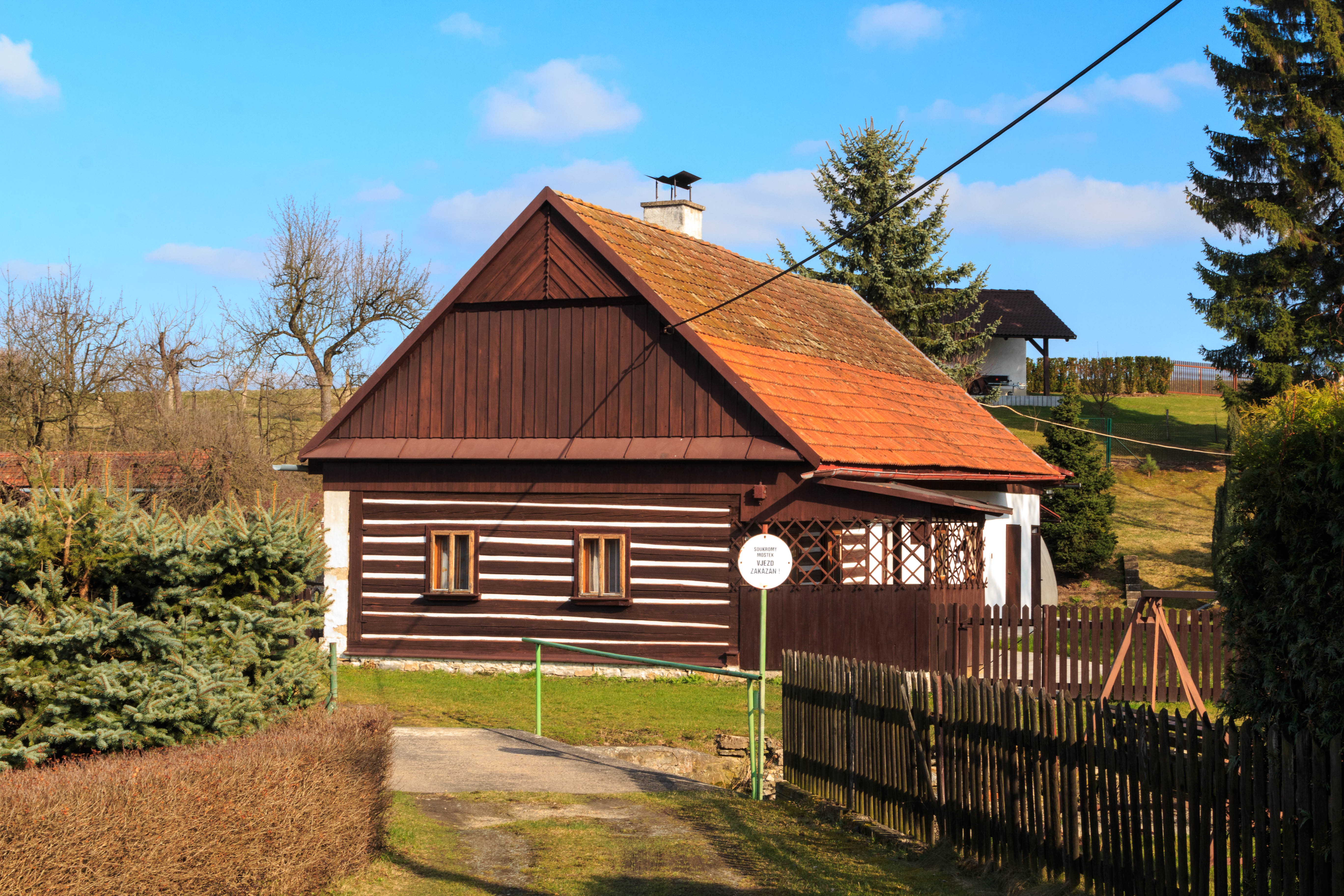
Hroška - čp. 84
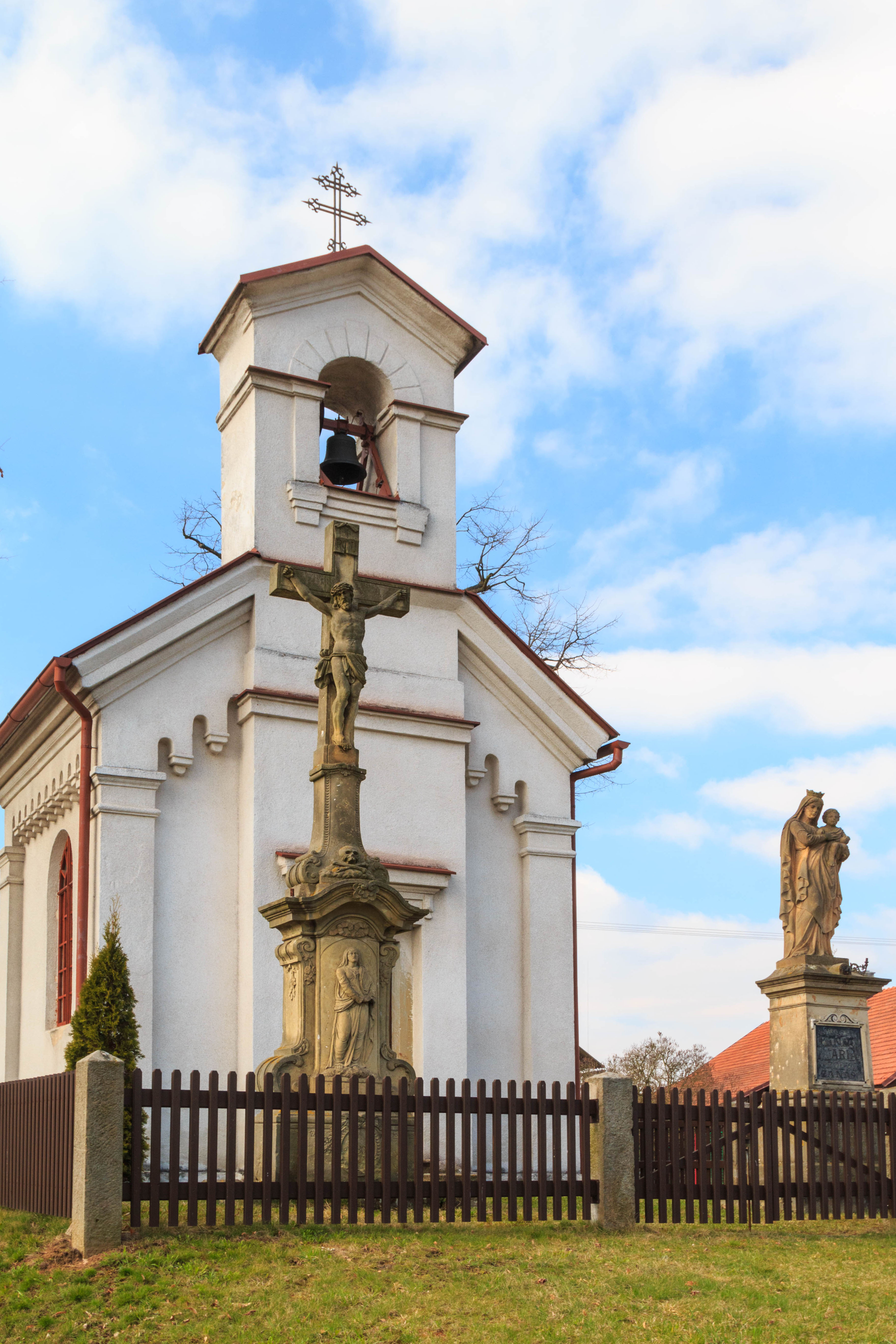
Hroška - kaple
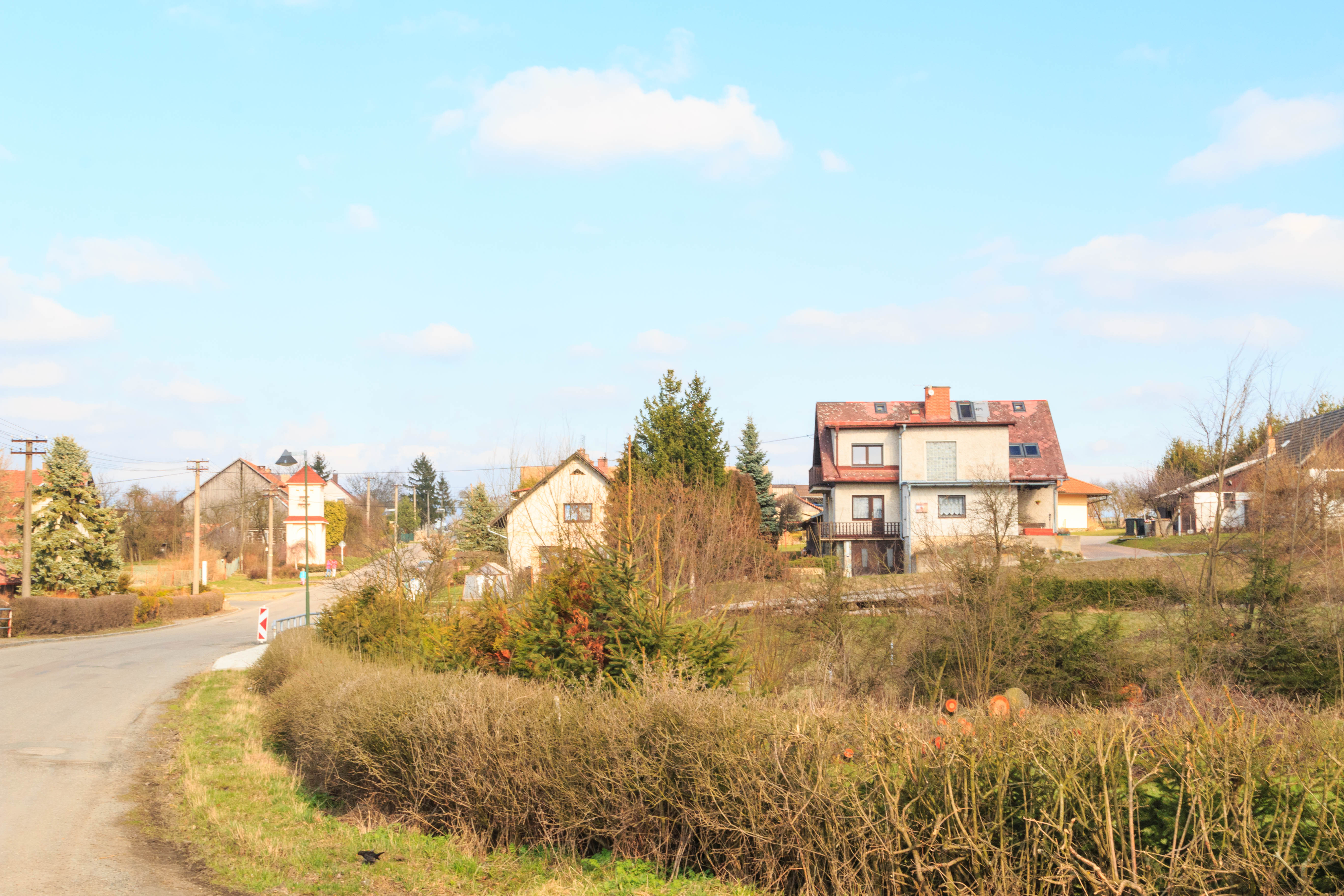
Hroška - čp. 105